# Říční navigace

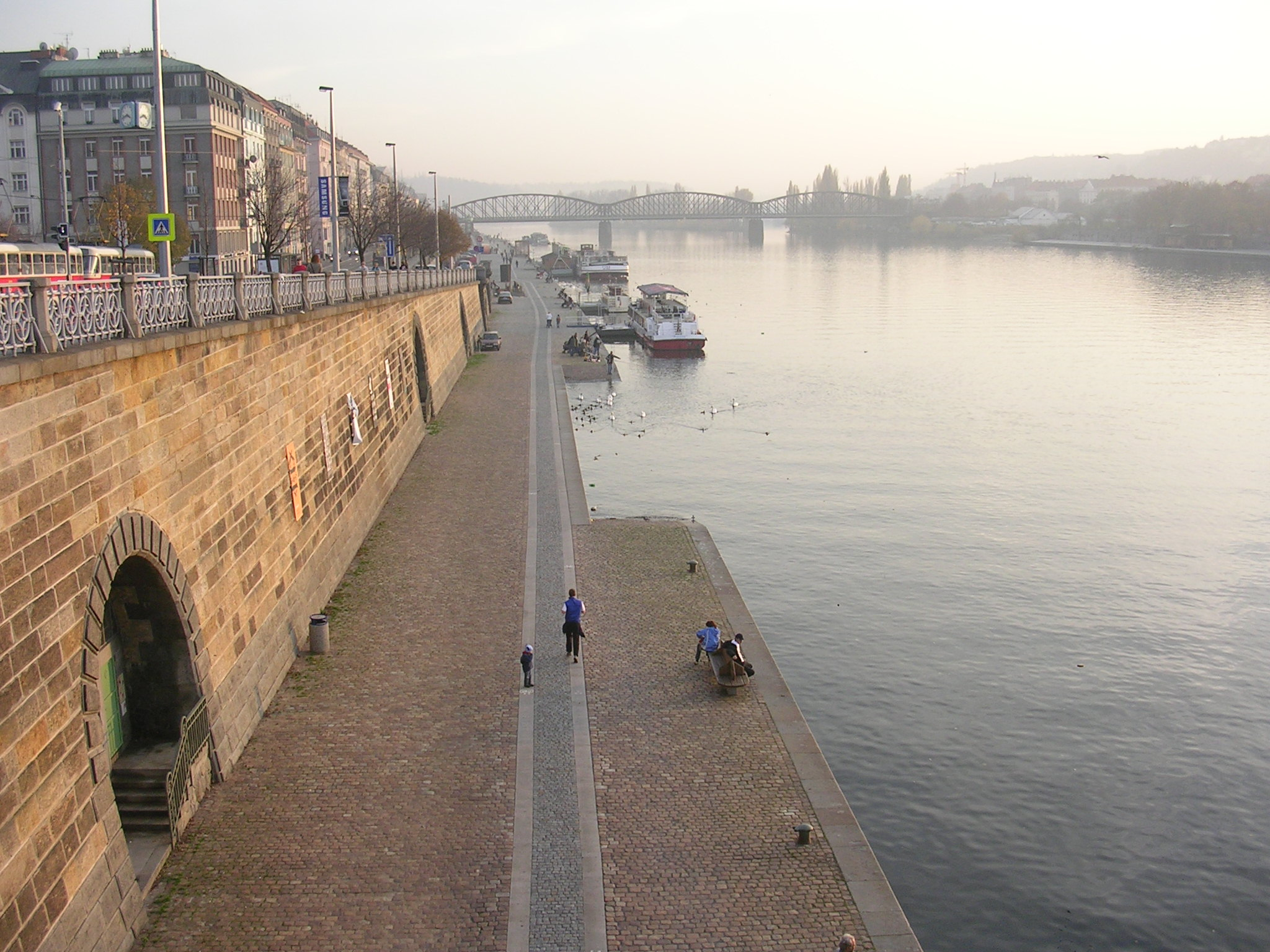
Říční navigace v Praze

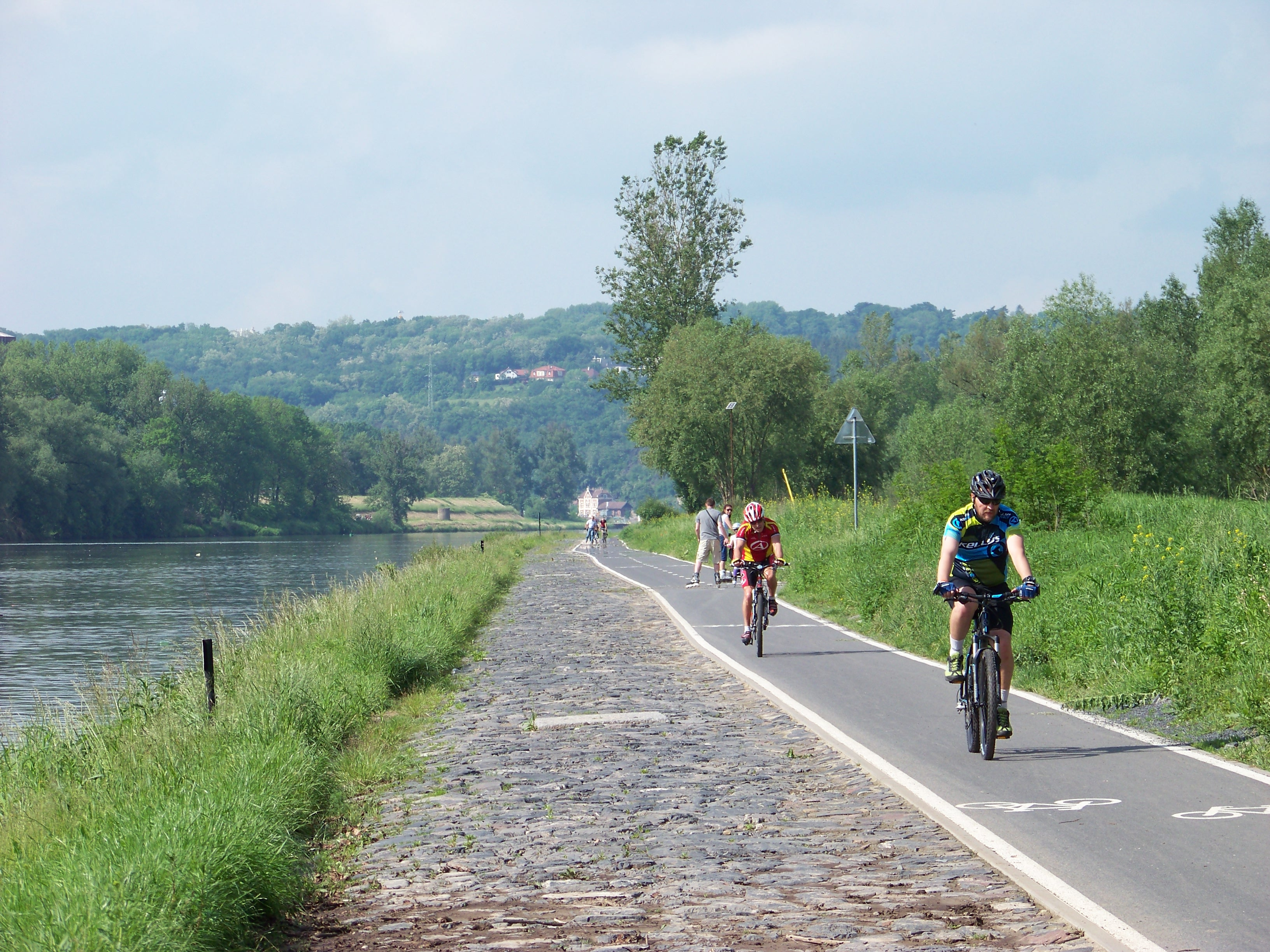
Zpevněná vltavská navigace s cyklostezkou u Klecan

Říční navigace jsou stavební úpravy a stavební prvky, které mají vést vodní tok (řeku) i v případě povodně tak, aby se nerozlévala do zástavby nebo do krajiny. Navigovaným objektem je tedy voda ve vodním toku. 
Typickou součástí navigace je nábřežní zeď (po níž často vede pozemní komunikace zvýšená nad původní terén). Na ni někdy navazuje náplavka, což je pobřežní plocha či komunikace v nižší úrovni, u níž se počítá s občasným zaplavením. Mimo sídelní útvary je navigace často tvořena sypanými nebo kamennými hrázemi podél vodního toku. 